# Jerzy Machnacz
Jerzy Machnacz (ur. 10 stycznia 1949 we Wrocławiu) – polski filozof i ksiądz katolicki, były salezjanin, przedstawiciel tomizmu fenomenologicznego.

## Życiorys
W 1968 ukończył naukę w Lotniczych Zakładach Naukowych we Wrocławiu. W 1969 wstąpił do salezjanów. W 1976 ukończył studia na Katolickim Uniwersytecie Lubelskim, tam w 1985 obronił pracę doktorską Problematyka ontycznej budowy człowieka w pismach Hedwig Conrad-Martius napisaną pod kierunkiem Mieczysława Majewskiego. W 1999 uzyskał na wrocławskim Papieskim Wydziale Teologicznym stopień doktora habilitowanego na podstawie pracy Człowiek religijny w pismach filozoficznych Jadwigi Conrad-Martius i Edyty Stein, w 2014 otrzymał stanowisko profesora nadzwyczajnego.
W latach 2007–2017 był dyrektorem Studium Nauk Humanistycznych na Politechnice Wrocławskiej. Na PWT we Wrocławiu kierował od 2013 Katedrą Historii Filozofii, od 2015 był dyrektorem Instytutu Filozofii Chrześcijańskiej.